# 衡山路駅 (蕪湖市)
衡山路駅（こうざんろえき）は、中華人民共和国安徽省蕪湖市鳩江区衡山路と巣湖路の交差点に位置する蕪湖軌道交通1号線の駅。

## 歴史
- 2021年11月3日：開業[1]。

## 駅構造
相対式ホーム2面2線を有する高架駅。

### のりば
案内上ののりば番号は設定されていない。
| 路線    | 方向 | 行先                 |
| ------- | ---- | -------------------- |
| ■ 1号線 | 北行 | 保順路方面           |
| ■ 1号線 | 南行 | 蕪湖南駅・白馬山方面 |

## 駅周辺
- 竜鳳佳苑
- 城北公寓
- 竜湖湾

## 隣の駅
蕪湖軌道交通
■ 1号線
泰山路駅 - 衡山路駅 - 龍山路駅